# 孫俊 (孫和子)
孫 俊（そん しゅん、? - 266年）は、中国三国時代の呉の皇族。父は孫和。母は張妃。兄は孫晧・孫徳・孫謙。同母姉妹は陸景妻。なお、同名の人物に孫河の四男の孫俊がいる。

## 生涯
孫和の四男にあたるが、正妻だった張妃の嫡男として生まれた。幼いときに両親に先立たれ、兄たちと一緒に父の側室であった何姫に育てられた。永安元年（258年）10月、孫休が即位すると、孫俊は騎都尉に任ぜられた。
孫俊は聡明で物事の道理に通じていたため、国中での評判が高かったものの、宝鼎元年（266年）10月、兄の孫謙が呉興郡の施但の反乱に加担した罪で自害させられた後、長兄の孫晧によって殺害された。